# Jeorjos Papadopulos
Jeorjos Papadopulos (gr. Γεώργιος Παπαδόπουλος; ur. 5 maja 1919, zm. 27 czerwca 1999) – wojskowy grecki, przywódca zamachu stanu 1967, szef rządu i państwa.

## Życiorys
W czasie II wojny światowej, prawdopodobnie służył jako podporucznik w ochotniczych, kolaboracyjnych Batalionach Bezpieczeństwa, terroryzujących grecką, głodującą prowincję i w ten sposób wymuszających egzekucję dostaw kontyngentowych do III Rzeszy. Z uwagi na ścisłą współpracę z wojskami okupacyjnymi oraz istnienie przysięgi na wierność Adolfowi Hitlerowi oraz niemieckiemu dowództwu, prawdopodobnie złożonej przez znaczną część żołnierzy, Bataliony Bezpieczeństwa uważane były za formację hitlerowską. Papadopulos służył w garnizonie w Patras, na półwyspie Peloponez, szczególnie zaangażowanym w eksterminację ludności cywilnej, nawet tylko podejrzewanej o sprzyjanie lewicowemu ruchowi oporu ELAS, zwłaszcza w trakcie działań batalionów, w 1944 roku. W trakcie pełnienia tej służby, podjął współpracę z greckim monarchistycznym ruchem oporu. Następnie, wraz z grupą innych młodych oficerów Batalionów Bezpieczeństwa, został przetransportowany do Aleksandrii w Egipcie, gdzie oficerów awansowano oraz ponownie przyjęto do służby królewskiej Jerzego II. Po wojnie pracował w wojskowych służbach specjalnych, dochodząc w 1967 r. do stopnia pułkownika. M.in. pełnił funkcję rezydenta greckiego wywiadu przy CIA, a następnie także komendanta Centrum Szkolenia Sił Specjalnych. 21 kwietnia 1967, wraz z grupą innych oficerów sił specjalnych, przeprowadził zamach stanu. Reżim ustanowiony przez juntę pod kierownictwem Papadopulosa był skierowany szczególnie bezwzględnie przeciw komunistom, których sądzono bez przedstawiania dowodów winy i mordowano bądź osadzano w więzieniach i obozach odosobnienia. Jakkolwiek brak dowodów, że to Amerykanie byli inspiratorami zamachu stanu, faktycznie został on poparty przez USA.
W grudniu 1967 Papadopulos objął funkcję premiera (do października 1973). 21 marca 1972 przejął także rolę regenta, w imieniu przebywającego w Rzymie, na wychodźstwie, króla Konstantyna II. Po ogłoszeniu republiki (1 czerwca 1973) został prezydentem Grecji, zwyciężając w wyborach prezydenckich, w których był jedynym kandydatem.
13 sierpnia 1968 miał miejsce zamach na Papadopulosa, kiedy na trasie jego konwoju wybuchła bomba, lecz zamach okazał się nieudany. Zamachowiec, Aleksandros Panagulis został schwytany tego samego dnia, po kilku godzinach. W listopadzie tego samego roku został osądzony i skazany na śmierć.
Powołany przez juntę rząd apolitycznych fachowców, znacznie poprawił gospodarczą pozycję Grecji, doprowadzając w latach 1967–1974, łącznie, do około 70-procentowego wzrostu dochodu narodowego. Jednocześnie społeczeństwo nie pogodziło się z utratą, pojawiającej się już w połowie lat 60. szansy budowy państwa praworządnego, ewolucji kraju w stronę rzeczywistej demokracji parlamentarnej oraz osiągnięcia zgody narodowej, z udziałem także parlamentarnej lewicy, centrum i byłych bojowników DSE, które to grupy, ówcześnie, na ogół pozostawały poza krajem, na emigracji politycznej.
Wprowadzane przezeń zewnętrzne pozory demokracji nie zostały przez społeczeństwo zaakceptowane. W efekcie, w listopadzie 1973 roku doszło do kolejnych, największych swym oddziaływaniem społecznym, rozruchów studenckich na głównych wyższych uczelniach kraju. Oblicza się, że pomimo utrzymującego się zagrożenia represjami, około 800 tysięcy mieszkańców Aten wyraziło poparcie dla strajkujących. Jedynymi hasłami przedstawianymi przez komitety strajkowe młodzieży były narodowa suwerenność ojczyzny oraz powrót rzeczywistej demokracji. Ponadto na murach uczelni umieszczono liczne napisy, żądające ograniczenia roli USA i NATO w Grecji. Studenci nie byli inspirowani przez komunistów, a nawet byli przez nich przestrzegani przed sprowokowaniem konfrontacji siłowej, o być może nieobliczalnych następstwach. Nie byli też uzbrojeni, ani nie przygotowywali się do starcia, a komitet strajkowy niezwłocznie wydalał z terenu uczelni elementy skrajne, nawołujące do posłużenia się przemocą, lub podnoszące hasła przeciw greckiej armii i policji. Mimo tego, w dniu 17 listopada 1973, młodzieżowa rewolta została zlikwidowana przez oddziały wojskowe z użyciem broni maszynowej i pancernej. Bezpośrednio po tym wydarzeniu nastąpiły ponowne represje wobec opozycji, a zwłaszcza młodzieży, podejrzewanej o udział w działaniach propagandowych studentów. Represje te były połączone z torturowaniem i okaleczaniem także młodych kobiet, dokonywanymi przez żandarmerię wojskową. Ponadto, oprócz mordowania niektórych studentów, bezpośrednio w murach uczelni i na pobliskich ulicach, strzelano z broni maszynowej, działali także strzelcy wyborowi. Łączną liczbę ofiar śmiertelnych masakry oblicza się na ok. 180 osób. W bezpośrednim następstwie czasowym tych wydarzeń Papadopulos został obalony i osadzony w areszcie domowym przez swych twardogłowych kolegów – wojskowych, sprzeciwiających się nazbyt łagodnemu, ich zdaniem, traktowaniu wciąż buntującego się społeczeństwa. Dokonaną przez wojsko rozprawę z młodzieżową opozycją, następnie publicznie poparło dowództwo wojskowe Stanów Zjednoczonych. Przeprosił za to poparcie prezydent USA Bill Clinton w trakcie swej wizyty w Atenach, 19 listopada 1999, poprzedzonej, a następnie także powitanej burzliwymi demonstracjami.
Wkrótce po przywróceniu ustroju demokratycznego (1974) Papadopulos członkowie jego reżimu byli sądzeni za zbrodnie dokonane w okresie ich władzy. Papadopulos został skazany na karę śmierci, ostatecznie zamienioną na dożywotnie więzienie. Osadzono go we wspólnej trzyosobowej celi, z kolegami wojskowymi, którzy obalili go w 1973 roku. Z więzienia przekazywał jeszcze „orędzia do narodu” oraz zgłaszał swą kandydaturę na posła do Parlamentu Europejskiego. Zmarł w Koridallos, po chorobie nowotworowej w wieku 80 lat.